# Deal Castle
Deal Castle är ett slott i Storbritannien. Det ligger i Deal i grevskapet Kent och riksdelen England, i den sydöstra delen av landet, 110 km öster om huvudstaden London. Deal Castle ligger 8 meter över havet.
Terrängen runt Deal Castle är platt. Havet är nära Deal Castle österut.  Närmaste större samhälle är Deal, 0,42 km norr om Deal Castle. 